# Cuboctàedre truncat
En geometria, el cuboctàedre truncat és un dels tretze políedres arquimedians, s'obté truncant els dotze vèrtex del cuboctàedre.
Té 26 cares, 12 de les quals són quadrades, 8 hexagonals, i 6 octagonals, 48 arestes i a cadascun dels seus 48 vèrtex i concorren una cara quadrades, una hexagonal i una octogonal.

## Àrea i volum
Les fórmules per calcular l'àrea A i el volum V d'un cuboctàedre truncat tal que les seves arestes tenen longitud a són les següents:
{\displaystyle A=12(2+{\sqrt {2}}+{\sqrt {3}})a^{2}}
{\displaystyle V=(22+14{\sqrt {2}})a^{3}}

## Esferes circumscrita, inscrita i tangent a les arestes
Els radis R, r i {\displaystyle \rho } de les esferes circumscrita, inscrita i tangent a les arestes respectivament són:
{\displaystyle {\begin{aligned}&R={\frac {a{\sqrt {13+6{\sqrt {2}}}}}{2}}\\&r={\frac {3a\left(14+{\sqrt {2}}\right){\sqrt {13+6{\sqrt {2}}}}}{97}}\\&\rho ={\frac {a{\sqrt {12+6{\sqrt {2}}}}}{2}}\\\end{aligned}}}
On a és la longitud de les arestes.

## Dualitat
El políedre dual del cuboctàedre truncat és el octàedre hexaquis.

## Desenvolupament pla

Desenvolupament pla del cuboctàedre truncat

## Simetries
El grup de simetria del cuboctàedre truncat té 48 elements; el grup de les simetries que preserven les orientacions és el grup octàedric {\displaystyle O\cong S_{4}}. Són els mateixos grups de simetria que pel cub, l'octàedre, el cub truncat i l'octàedre truncat.